# Acalypha schreiteri
Acalypha schreiteri är en törelväxtart som beskrevs av Miguel Lillo, Alicia Lourteig och O'donell. Acalypha schreiteri ingår i släktet akalyfor, och familjen törelväxter. Inga underarter finns listade i Catalogue of Life.